# Centrum ter preventie van zelfdoding
Het Centrum ter preventie van zelfdoding (CPZ) is een Belgische vereniging zonder winstoogmerk die werd opgericht in 1979 met als doel het voorkomen van zelfdoding. De vereniging wordt gesubsidieerd door zowel het Vlaams Gewest als het Brussels Hoofdstedelijk Gewest (via Actiris).
Het CPZ heeft drie diensten:
- De zelfmoordlijn 1813 is waarschijnlijk de bekendste en vormt ook het belangrijkste kanaal naar het brede publiek. Het gratis centrale telefoonnummer 1813 is 24 uur per dag en zeven dagen in de week bemand voor vragen rond zelfdoding. Tegenwoordig is de dienstverlening uitgebreid met een centrale website[2] waar ook vragen via elektronische kanalen zoals e-mail of chat gestuurd kunnen worden. De Zelfmoordlijn 1813 kent echter problemen met het vinden van voldoende vrijwilligers, waardoor er op sommige momenten niemand beschikbaar is om een oproep te beantwoorden. Oproepers worden in dat geval doorgeschakeld naar Tele-Onthaal.[3]
- De vormingsdienst staat in voor opleidingen en vormingen omtrent de materie.
- De studiedienst verzamelt en analyseert gegevens rond suïcidepreventie, onder andere via de oproepgegevens van de zelfmoordlijn.